# Смелков, Виктор Константинович
Виктор Константинович Смелков (15 августа 1941 — 20 августа 2012) — передовик советского сельского хозяйства, тракторист совхоза «Тихвинский» Тихвинского района Ленинградской области, Герой Социалистического Труда (1981).

## Биография
Родился в 1941 году в деревне Каливец, ныне Тихвинского района Ленинградской области в русской семье крестьянина. В 1956 году завершил обучение в Будогощской средней школе, трудоустроился в колхоз. В 1958 году был направлен на обучение в Выборгское училище. Окончив училище, был призван в ряды Советской Армии.
С 1962 по 2003 годы трудился трактористом совхоза "Тихвинский" Тихвинского района Ленинградской области. По его инициативе было создано звено картофелеводов. За высокие трудовые достижения в восьмой пятилетки был удостоен орденом Трудового Красного Знамени, а в 1972 году получил орден Ленина. В 1980 году был назначен бригадиром картофелеводов. На площади 160 гектаров был получен высокий урожай картофеля - 350 центнеров с гектара. Совхоз оказал помощь различным местным промышленным предприятиям, которым был отпущен картофель по себестоимости 10-12 копеек за килограмм.
За выдающиеся производственные успехи, достигнутые в выполнении заданий десятой пятилетки и социалистических обязательств, Указом Президиума Верховного Совета СССР от 29 мая 1981 года Виктору Константиновичу Смелкову было присвоено звание Героя Социалистического Труда с вручением ордена Ленина и золотой медали «Серп и Молот».
В дальнейшем продолжал трудовую деятельность. С 2003 года на пенсии. 
Проживал в Тихвинском районе. Умер 20 августа 2012 года.

## Награды
За трудовые успехи удостоен:
- золотая звезда «Серп и Молот» (29.05.1981),
- два ордена Ленина (15.12.1972, 29.05.1981),
- Орден Трудового Красного Знамени (08.04.1971),
- другие медали.